# Candy Crush Jelly Saga
Candy Crush Jelly Saga est un jeu vidéo pour mobiles de type puzzle disponible sur Android et iOS sorti le 21 décembre 2015. Il est dérivé du phénomène Candy Crush Saga mais moins apprécié par les critiques.
Il existe plus de 1 900 niveaux en mars 2019.